# توپی تنه

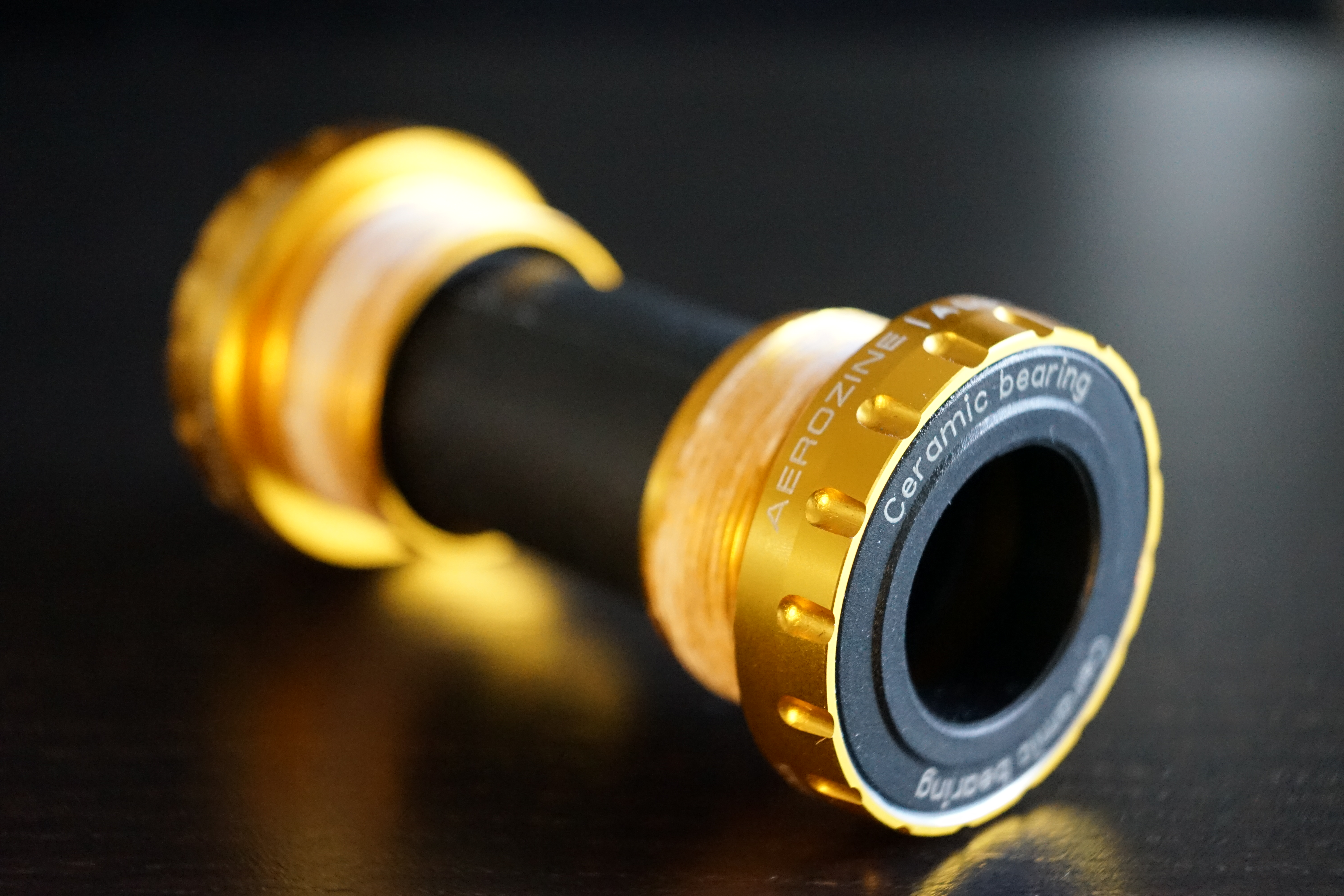
تصویر توپی تنه دوچرخه

توپی تنه دوچرخه (به انگلیسی: battom bracket) یک بخش مهم از اجزا محرکه دوچرخه است. توپی تنه از یک پوسته خارجی و دو ست بلبرینگ و یا ساچمه و میل لنگ داخلی که آزادانه امکان چرخش آن فراهم باشد تشکیل شده است. توپی تنه، طبق قامه و چرخ‌دنده‌های جلو دوچرخه را به بدنه دوچرخه متصل می‌کند و با حرکت طبق قامه و چرخ‌دنده‌های جلو و انتقال قدرت به وسیله زنجیر دوچرخه به خودرو و یا همان خودرو باعث حرکت دوچرخه می شود.
توپی تنه دوچرخه دارای چندین استاندارد در قطر و همچنین در طول آن است. 

## انواع رابط توپی تنه
سه تکه
بی‌برینگ
توپی تنه واحد طوقه
بلبرینگ کارتریج
یک تکه (اشتابولا)
تامسون